# Aue 86

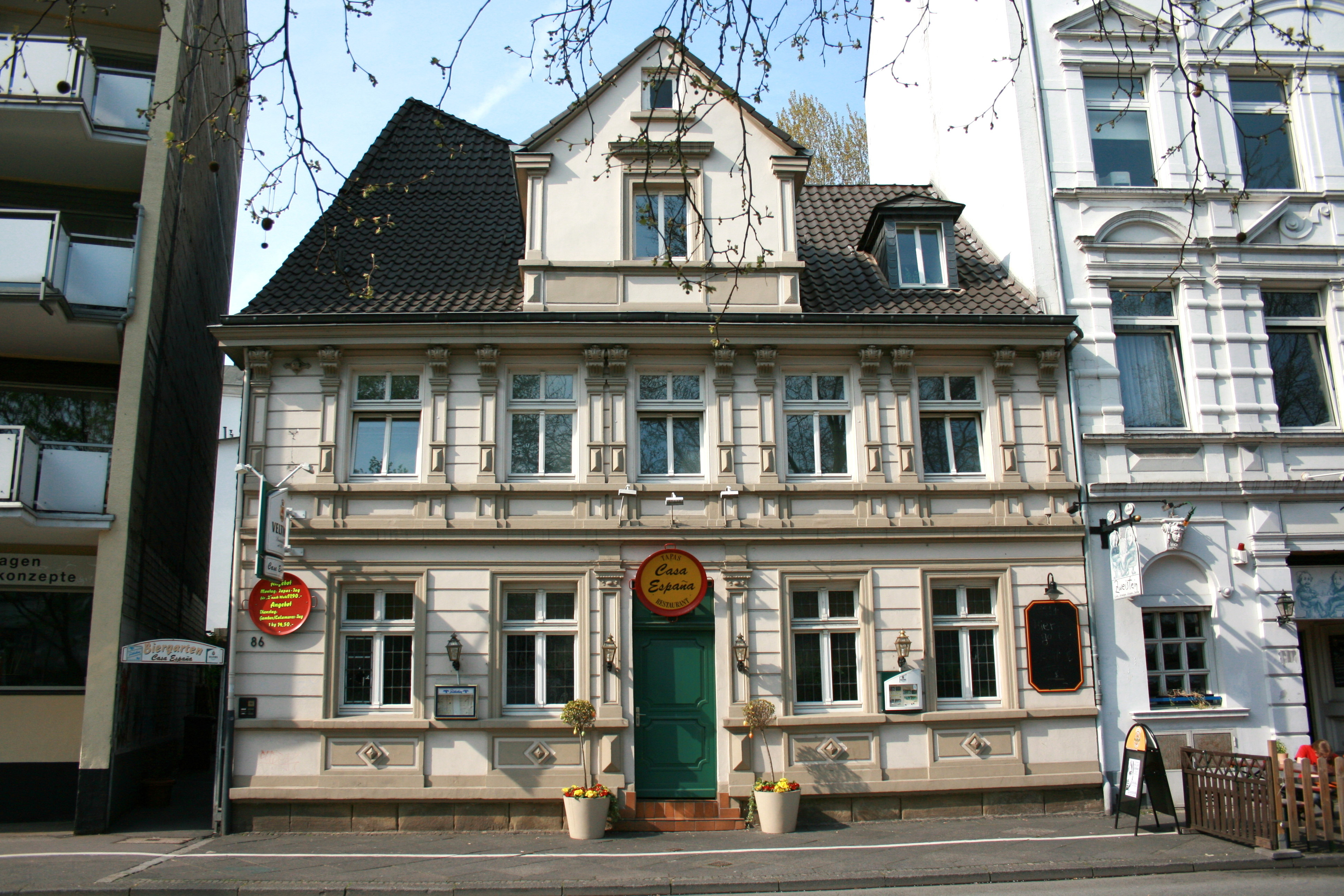
Wohn- und Geschäftshaus Aue 86

Das Objekt Aue 86 ist ein Wohn- und Geschäftshaus im Wuppertaler Wohnquartier Elberfeld-Mitte im Stadtbezirk Elberfeld.

## Baubeschreibung
Das zweigeschossige Haus mit reich gegliederter Putzfassade an der Schauseite zur Straße Aue wurde fünfachsig ausgeführt und wird über einem mittig gelegenen Eingang erschlossen. In Anlehnung an die typische bergischen Bauweise wurde es mit einem Zwerchhaus mit Satteldach ausgeführt, auf dem sich rechts vom Zwerchhaus eine Dachgaube befindet. Das Erdgeschoss wurde als Ladenlokal ausgebaut, wird aber heute als Restaurant genutzt.
An der östlichen Giebelwand schließt sich das viergeschossige denkmalgeschützte Wohn- und Geschäftshaus Aue 84 an. Zur westlichen Seite, durch eine schmale Gasse getrennt, schließt sich heute ein Neubau aus der zweiten Hälfte des 20. Jahrhunderts an.

## Geschichte
Das Haus aus dem 19. Jahrhundert wurde am 29. Februar 1988 als Baudenkmal in die Denkmalliste der Stadt Wuppertal eingetragen. 1989 wurde das Haus saniert.